# 奥尔韦加
奥尔韦加，是西班牙卡斯蒂利亚-莱昂索里亚省的一个市镇。总面积99平方公里，总人口3292人（2001年），人口密度33人/平方公里。

## 友好城市
- 法國 吕讷